# Calathus clauseni
Calathus clauseni är en skalbaggsart som beskrevs av Ball och Negre. Calathus clauseni ingår i släktet Calathus och familjen jordlöpare. Inga underarter finns listade i Catalogue of Life.